# Lutry
Lutry est une commune suisse du canton de Vaud, située dans le district de Lavaux-Oron, elle fait partie de l’agglomération de la ville de Lausanne.

## Géographie
Située sur la rive nord du Léman, la commune de Lutry fait partie de la région de Lavaux. Située à 5 km environ du centre de Lausanne, elle fait partie de l’agglomération lausannoise. Elle est traversée par la Lutrive qui se jette dans le lac.

### Morphologie urbaine
La ville est divisée en deux parties distinctes, au bord du lac le vieux bourg et les quartiers de Taillepied, Grand Pont, et de la petite Corniche s'étalent entre le nouveau et le vieux port et la gare CFF de Lutry. Au-dessus, on trouve des quartiers plus périphériques comme La Conversion, Le Landar, ou Rochettaz, qui se centrent autour de la gare CFF de la Conversion.
On trouve également aux alentours d'anciens villages qui ont fusionné avec la ville, comme La Croix sur Lutry, ou Savuit.

### Transports
La commune est située à la fin de la partie est de la zone 12 Mobilis. Elle est desservie par les lignes 85, 47, 67 et 68/69 des TL,.
Les lignes CFF desservent via le RER Vaud les gares de Lutry, Bossière et La Conversion.
En bateau, on peut s'y rendre par la ligne CGN du Léman, qui s'arrête aux ports de Cully et Pully entre lesquels la commune se situe.
En voiture, en empruntant la route principale 9 (H9), Vallorbe - Lausanne - Lutry - Vevey - Aigle - Martigny - Sion - Brigue - col du Simplon - Gondo ou l'autoroute A9 Vallorbe - Lausanne - Brigue et la sortie 11 Belmont dans le sens Lausanne - Vevey et la sortie Lutry dans le sens Vevey - Lausanne.

## Histoire

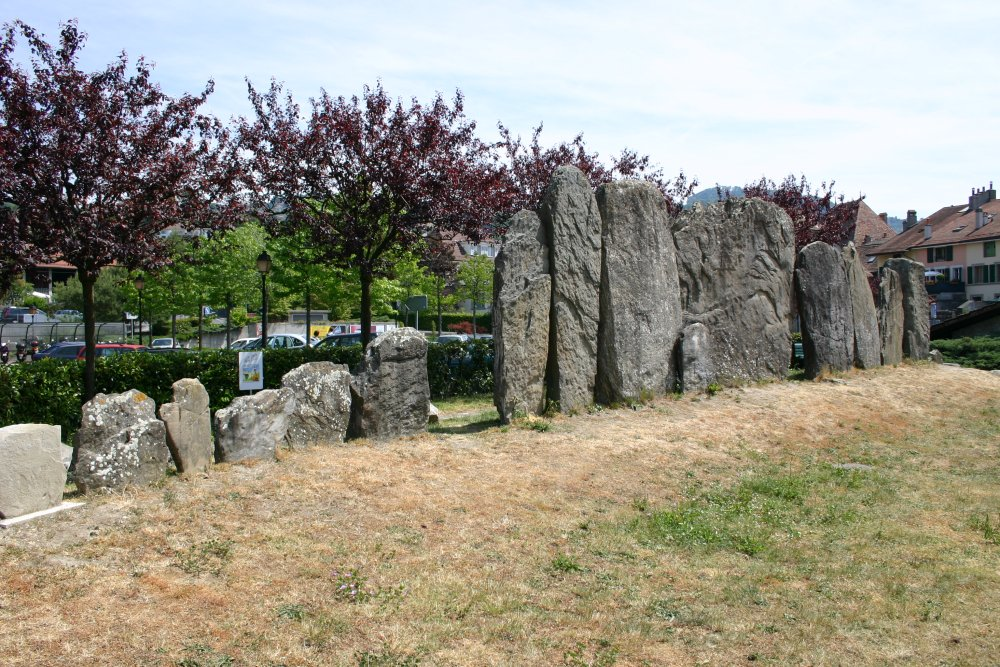
Alignement mégalithique de Lutry.

Photo aérienne prise à 100 m par Walter Mittelholzer (1919)

Les premiers habitants ont occupé les terres de Lutry au Néolithique (de 4500 à 4000 av. J.-C.). Il en reste actuellement des vestiges puisqu'ils avaient dressé un alignement de 24 menhirs, dont 18 sont encore dressés. Ils ont été découverts le long de la Lutrive en 1984 lors de la construction d'un parking.
À l'époque de la Rome antique, un camp romain était établi ainsi qu'un village de pêcheurs nommé Lustriacum.
Au XIe siècle ce sont des Bénédictins qui s'installent à Lutry et y érigent un couvent qui est à l'origine de l'église du bourg, toujours présente.
Plus tard, au XIIIe siècle c'est un mur d'enceinte et deux tours (une détruite en 1708, l'autre, la tour du Bourg-Neuf est toujours présente) qui sont érigés. Avec cela, le village se développe. Ces murs d'enceinte n'empêcheront pas le développement hors des murs de certains quartiers comme le Bourg-Neuf, Friporte ou le Voisinand.
En 1536, en pleine Réforme, le prieuré et le cloître sont détruits. Le château est également transformé vers sa forme actuelle.
En 1824, les deux villages de Lutry et Savigny se séparent pour former désormais deux communes différentes.
En 1836, le vieux port est construit.
En 1854, le château de Lutry est donné à la ville par son propriétaire, Juste Charles Antoine de Crousaz.
En 1948 est aménagé la plage de Curtinaux au bord du Léman avec la construction de deux vestiaires. Suivra en 1956, un plongeoir de trois mètres avec une piste cimentée qui rejoint la rive. L'année 1960 verra l'ouverture d'une buvette sur la plage, qui connaîtra des transformations à la fin des années 1980, à la suite d'une décision en 1986 du conseil communal, qui a alloué la somme de 50 000 francs suisses, pour qu'elle devienne une buvette en libre service, selon les vœux de l'administrateur de l'hôtel de ville et du rivage qui participera quant à lui pour la somme de 30 000 francs suisses pour les frais d'aménagements et d'équipements.
Dès 1950, le village se développe considérablement avec un accroissement du nombre d'habitants, passé de 3 500 en 1960 à 5 860 en 1980.
En 1998, un nouveau port est construit pour satisfaire les demandes croissantes. C'est le Port du Vieux Stand,,,.

## Population

### Gentilé et surnom
Les habitants de la commune se nomment les Lutryens ou Lutriens (variations : Lutrysiens et Lutrysans),,,.
Les Lutryens sont surnommés Les Singes. Ce sobriquet proviendrait des activités d’un tailleur de pierre, Uli Bodmer, habitant la commune au XVIe siècle. Ce dernier faisait partie d’une confrérie bernoise, appelée « Zum Affen » (en français : Aux singes). De 1569 à 1571, il a travaillé à la reconstruction du temple protestant de Lutry.
Une autre histoire fait remonter le sobriquet à une visite de la duchesse Yolande de France : le syndic de Lutry aurait pris le singe qui l'accompagnait dans son carrosse pour le fils de la souveraine.

### Démographie
La commune compte 10 718 habitants au 31 décembre 2022, pour une densité de population de 1 268 hab./km2 .
Elle comptait 200 feux en 1416, 191 feux (902 habitants) en 1550, 409 feux (1 780 habitants, dont 507 à Savigny) en 1764, 2 433 habitants (dont 785 à Savigny) en 1798, 2 011 en 1850, 2 243 en 1900, 2 916 en 1950, 5 884 en 1980 et 8 270 en 2000.

## Monuments

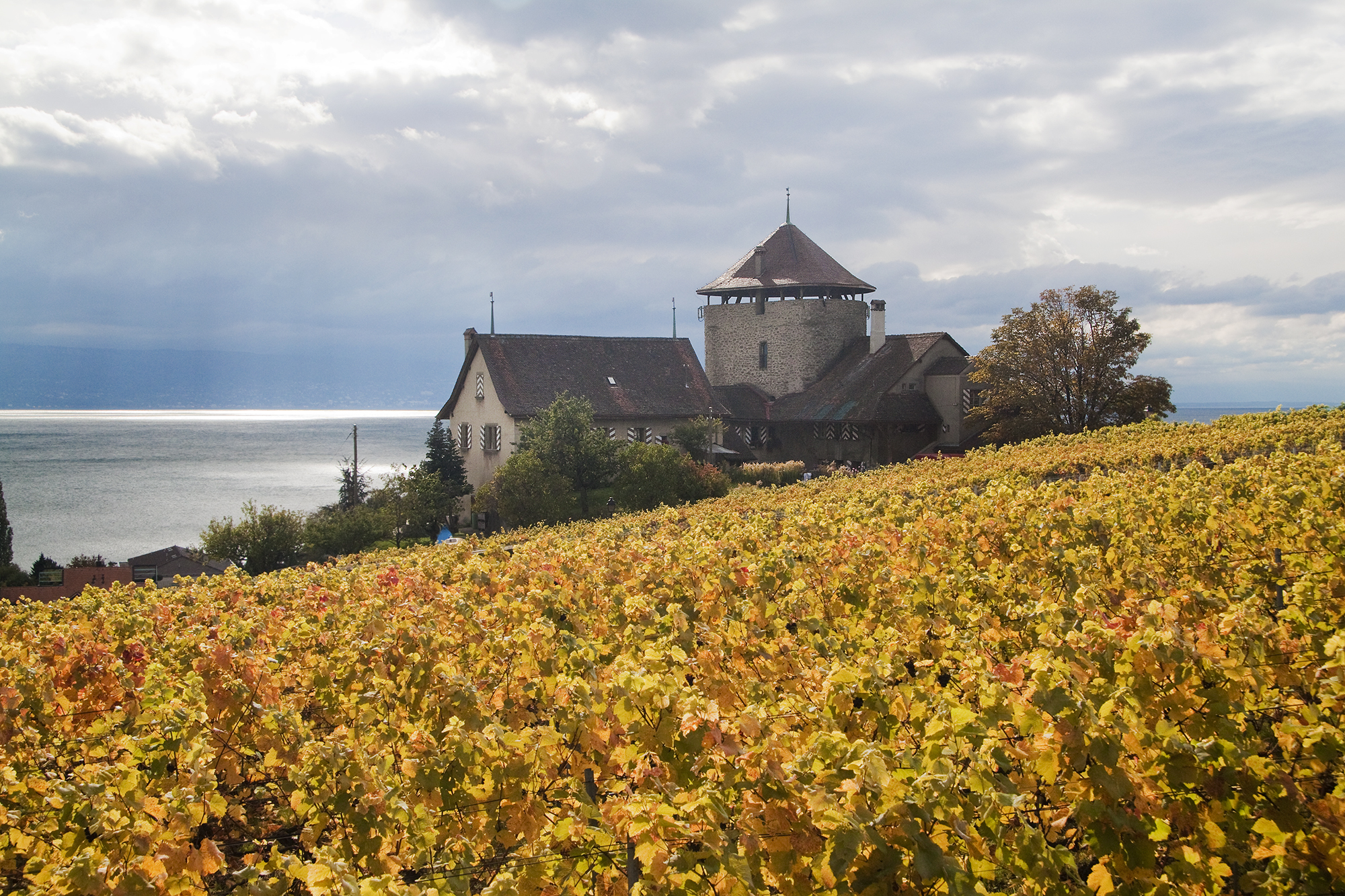
La tour Bertholod dans le vignoble de Lutry.

La commune de Lutry compte quatre monuments classés comme biens culturels d'importance nationale : le château, le temple, l'église catholique Saint-Martin et la maison De Prez ainsi que six biens culturels d'importance régionale : l'alignement de menhirs, le bâtiment dit Le Cloître, la cure, la maison d'Ernst, la balance de Savuit et la tour Bertholod.

## Fête des Vendanges
En 1946, les enfants de la colonie de Lutry avaient monté un spectacle costumé puis avaient défilé dans les rues du village où une fanfare les accompagnait. Depuis cette année, cette fête fut répétée et prit le nom de Fête des vendanges.
La Fête des Vendanges a lieu chaque année le dernier week-end de septembre. Elle accueille chaque année environ de 20 000 personnes en 3 jours de fêtes. Les enfants des écoles de Lutry et des groupes de fanfare et musique font le spectacle du dimanche. Les bénéfices de l'événement sont entièrement destinés la colonie de vacances de Lutry.

## Politique
Sous l'Ancien Régime, les autorités de la Ville et les principaux fonctionnaires étaient choisis par un tirage au sort dit ballotte, en utilisant de petites boules blanches ou noires, argentées ou dorées, que les votants plaçaient dans une urne spécialement construite à cet usage. De rares témoins de ces usages ont été conservés dans quelques archives communales, dont Morges, Vevey et Lutry (scrutin à balottes et jetons) ; Yverdon en possède l'un des exemples les plus remarquables.

## Navigation
La commune de Lutry compte deux ports sur son territoire, l'ancien port (port communal), et le port du vieux stand (privé). Plusieurs écoles de navigation sont réparties entre les deux ports.
La commune dispose également d'un débarcadère de la CGN où s'arrêtent différentes lignes au printemps, en été et en automne.
Le numéro d'urgence pour les secours sur le Léman est le -117-.

### Club nautique
Le club nautique de Lutry, qui se trouve au port communal, organise des cours de voile et des stages durant l'été. Il participe à la vie nautique de la commune en organisant des régates conjointement avec la société nautique de Pully.

### Société de sauvetage

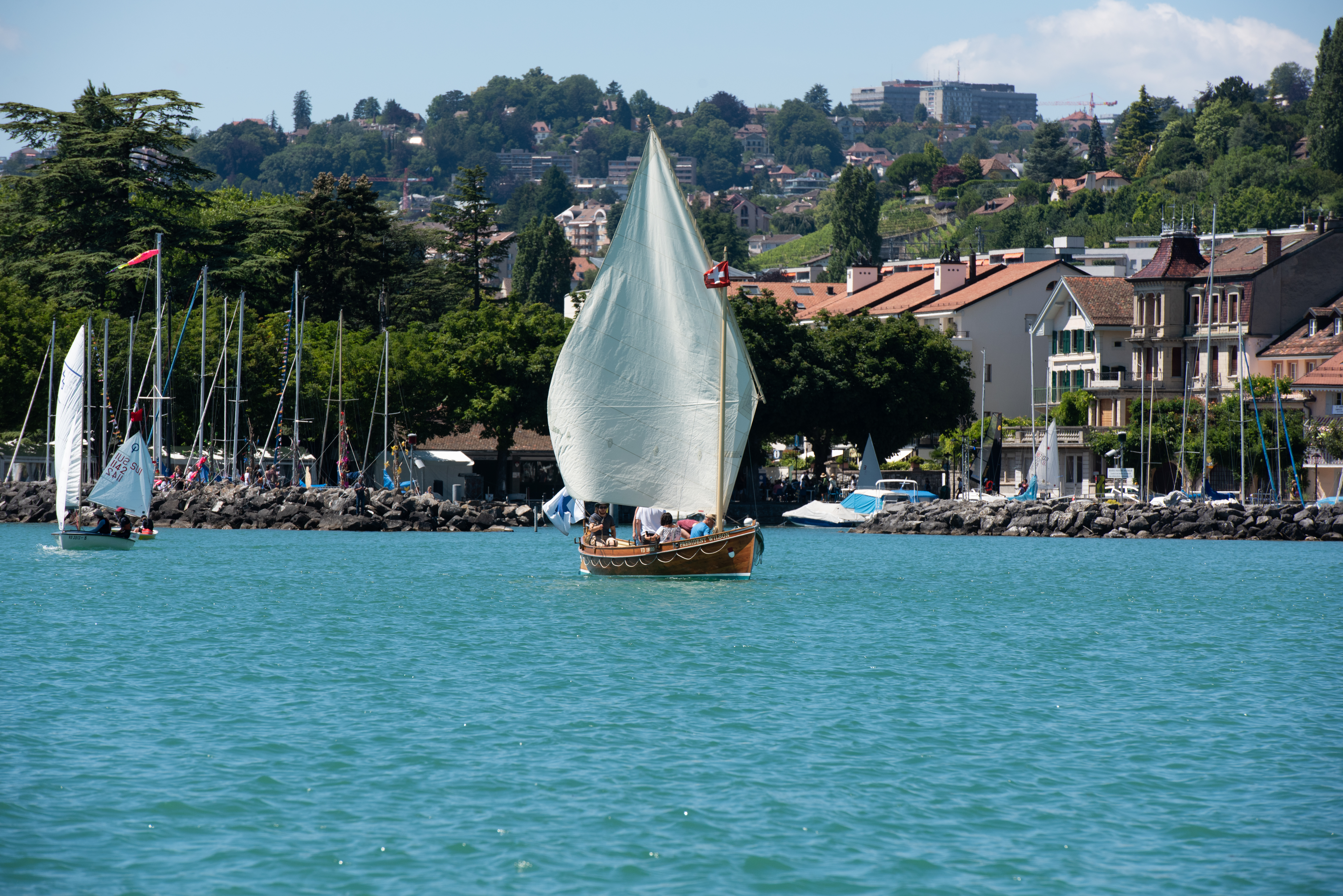
Le Président Wilson, à la voile, devant le port communal de Lutry en 2018, lors de la petite semaine du soir du club nautique.

Fondée en 1897, la société de sauvetage de Lutry est l'une des 34 sections membres de la SISL. Elle est active toute l'année 24/24 pour porter assistance aux personnes en difficulté sur le Léman, plus particulièrement dans la région de Lutry. Pour ce faire, elle dispose d'une vedette d'intervention datant de 1985. Son indicatif est « Lemano 223 ».
La société possède encore son ancienne unité d'intervention, la baleinière à rame et à voile, le « Président Wilson », datant de 1918, construite à la suite du naufrage du Fram. Elle sert aujourd'hui d'embarcation sportive et à faire vivre le patrimoine lémanique.

#### Naufrage du Fram
Le 28 octobre 1917, le Fram, canot d'intervention de la société à l'époque, fait naufrage au large du Cully avec ses cinq membres d'équipage à bord, aucun corps ne sera retrouvé.